# Z简语
Z簡語是許多軍事和其他使用摩爾斯電碼的組織使用的代碼，包括大多數美軍、歐洲及北約國家使用的Z簡語。
在本條目中列舉出的使用同一Z簡語表示問答的方法大多用于軍事無線電通信中。

## 常用 Z簡語
- ZAA 貴臺未遵守網路紀律
- ZAD 所收貴臺之通訊簡語(1)不明瞭(2)未持有
- ZBH 請於發報前做初次呼叫
- ZBO 優先等級
- ZEP 凡是註明"ZEP"處表示遺漏
- ZEU 練習電報
- ZEZ 抄電
- ZGB 按照(1)字母順序(2)下列呼號之順序 發送
- ZHA 本台將頻率稍減以避免干擾
- ZHB 本台將頻率稍增以避免干擾
- ZIC 本日(本次)最後一份電報
- ZII 日時組
- ZKA 本台為管制台
- ZKB 各台發報前須經管制台同意
- ZKD 本台接替管制台
- ZKE 報到入網
- ZKF 報備離網
- ZNA 貴臺解譯之(1)通報簡語(2)無線電呼號(3)地址組 有誤
- ZNB 辨證因子
- ZPE 本台現在以最大功率發射
- ZRC 請將發射機調整至(1)規定頻率(2)與本台產生零差
- ZUE 正確
- ZUG 否定
- ZUI 注意
- ZWL 本簡語後呼號不必抄收
- ZYA 請改用 (1)主頻[波] (2)複頻[波] (3)備用頻[波] (4)日[夜]頻[波] 連絡
- ZYB 本台 (1)接收機 (2)發射機 (3)電源 (4)雷達 (5)天線 故障
- ZYE 本台 (1)無此密本 (2)譯不成文 (3)指標錯誤 請重新譯發
- ZYF 請勿任意出呼
- ZYL 現有不明電台冒充 XXX 與他人連絡
- ZZB 現有不明電台與 XXX 連絡
- ZZX 請對準我頻率校正 (通常後面會續發數連串 "VVV" 以供校正)
- ZZY 請即刻開啟某網路